# Efekt Rashōmon
Efekt Rashōmon – termin z zakresu psychologii, określający sytuację, w której trudno jest stwierdzić, na podstawie rozbieżnych zeznań, która osoba mówi prawdę. Nazwa efektu pochodzi od filmu Rashōmon w reżyserii Akiry Kurosawy z 1950 roku, w którym morderstwo zostało sprzecznie opisane przez czworo świadków. W szerszym ujęciu termin ten odnosi się do motywacji, mechanizmu i wystąpień związanych ze sprawozdawczością w tej sprawie, a zatem dotyczy spornych interpretacji zdarzeń, istnienia sporów dotyczących dowodów zdarzeń, a także przedmiotów subiektywizmu i obiektywizmu w percepcji, pamięci i sprawozdawczości.
Efekt Rashōmon został zdefiniowany w nowoczesnym kontekście akademickim (Robert Anderson, 2016), jako "nazewnictwo struktury epistemologicznej – czyli sposobów myślenia, poznania i zapamiętywania – wymaganych do zrozumienia złożonych i niejednoznacznych sytuacji".

## Historia
Istnieją różne roszczenia dotyczące tworzenia tego terminu, ale wiarygodne stwierdzenie dotyczące najwcześniejszego użycia terminu "efekt Rashōmon" pochodzi z zeznania Roberta Andersona, profesora komunikacji w Simon Fraser University, który w roku 2015 w Vancouver w Kanadzie stwierdził:
My own understanding of its origins arises much earlier, upon hearing my respected teacher, Nur Yalman [as of 2016, an emeritus professor at Harvard University, say to us in a class in early 1966 at the University of Chicago that 'anthropology's main problem is to deal with the Rashomon effect'. Unlike some graduate students in that room in Chicago, I had seen the film Rashomon in 1961 or 1962, so this remark crystalized something… in my memory… I suspect the Rashomon effect has shown up in many historic intellectual undertakings that deal with the contested interpretation of events or with disagreements and evidence for them, or with subjectivity/objectivity, memory and perception. A pertinent example is the long poem called The Ring and the Book by Robert Browning… published in 1868-9…
Moje własne zrozumienie jego pochodzenia narodziło się znacznie wcześniej, kiedy słuchałem mojego szanowanego nauczyciela, Nura Yalmana (od roku 2016 profesor na Uniwersytecie Harvarda), mówiącego nam w klasie na początku roku 1966 na Uniwersytecie w Chicago, że „głównym problemem antropologii jest zajęcie się efektem Rashōmon”. W przeciwieństwie do niektórych studentów z tej izby w Chicago widziałem film Rashomon w 1961 lub 1962 roku, więc ta uwaga skrystalizowała coś ... w mojej pamięci ... podejrzewam, że efekt Rashōmon pojawił się w wielu historycznych przedsięwzięciach intelektualnych, które albo dotyczą sporów interpretacji wydarzeń lub nieporozumień i dowodów dla nich lub subiektywności/obiektywności, pamięci i percepcji. Odpowiednim przykładem jest długi poemat o nazwie Pierścień i księga Roberta Browninga... opublikowany w latach 1868-9 ...